# 라트비아 철도

통근열차의 운행주기 (2016년)

라트비아 철도(Latvian Railways, Latvijas dzelzceļš or LDz)는 1991년 9월 2일 설립된 철도이다. 1919년 8월 5일 설립된 Latvian Railway Board의 뒤를 잇는다.
라트비아 철도는 라트비아의 국유 기업으로, 주식의 100%를 국가가 소유하고 있다. 이 기업의 주주는 철도청이다.
모회사는 Latvijas dzelzceļš이다. 6개 부문으로 구성된다:
- SIA LDZ CARGO - 철도 화물과 국제 승객 수송을 운영하는 기업.
- SIA LDZ Loģistika - 물류 및 협동 일관 수송 서비스 기업.
- SIA LDZ Infrastruktūra - 인프라 건설 및 유지보수 기업.
- SIA LDZ Ritošā Sastāva Serviss - 철도 차량 수리 및 유지보수 기업.
- SIA LDZ Apsardze – 보안 서비스 기업.
- Joint-stock LatRailNet - 인프라 관세를 정의하고 철도 인프라 용적을 할당하는 기업.